# Relais 4 × 100 mètres masculin aux championnats du monde d'athlétisme 2007
Navigation
Helsinki 2005 Berlin 2009
L'épreuve du relais 4 × 100 mètres masculin des championnats du monde d'athlétisme 2007 s'est déroulée les 31 août et 1er septembre 2007 dans le stade Nagai d'Osaka au Japon. Elle est remportée par l'équipe des États-Unis (Darvis Patton, Wallace Spearmon, Tyson Gay et Leroy Dixon)
14 équipes étaient inscrites, mais seuls 13 relais ont participé aux sélections le 31 août.

## Records
| Record du monde              | 37 s 40 | Marsh-Burrell-Mitchell-Lewis Drummond-Cason-Mitchell-Burrell           | États-Unis                        | 8 août 1992 21 août 1993   | Barcelone Stuttgart |
| Record des championnats      | 37 s 40 | Drummond-Cason-Mitchell-Burrell                                        | États-Unis                        | 21 août 1993               | Stuttgart           |
| Meilleures performances 2007 | 38 s 30 | Kimmons-Spearmon-Samuels-Gay et Edgar-Pickering-Devonish-Lewis-Francis | Arkansas Alumns (USA) Royaume-Uni | 15 avril 2007 23 juin 2007 | Walnut Munich       |
| Record d'Afrique             | 37 s 94 | Ezinwa-Adeniken-Obikwelu-Ezinwa                                        | Nigeria                           | 9 août 1997                | Athènes             |
| Record d'Asie                | 38 s 31 | Inoue-Ito-Tsuchie-Asahara                                              | Japon                             | 9 août 1997                | Athènes             |
| Record d'Amérique du Nord    | 37 s 40 | Marsh-Burrell-Mitchell-Lewis Drummond-Cason-Mitchell-Burrell           | États-Unis                        | 8 août 1992 21 août 1993   | Barcelone Stuttgart |
| Record d'Amérique du Sud     | 37 s 90 | de Lima-Ribeiro-Domingos-da Silva                                      | Brésil                            | 30 septembre 2000          | Sydney              |
| Record d'Europe              | 37 s 73 | Gardener-Campbell-Devonish-Chambers                                    | Royaume-Uni                       | 29 août 1999               | Séville             |
| Record d'Océanie             | 38 s 17 | Henderson-Jackson-Brimacombe-Marsh                                     | Australie                         | 12 août 1995               | Göteborg            |

## Médaillés
| Or                                   | Argent                               | Bronze                                               |
| États-Unis Patton-Spearmon-Gay-Dixon | Jamaïque Anderson-Bolt-Carter-Powell | Royaume-Uni Malcolm-Pickering-Devonish-Lewis-Francis |

## Résultats

### Finale (1erseptembre)
| Rang               | Pays        | Athlète                                                              | Distance      |
| ------------------ | ----------- | -------------------------------------------------------------------- | ------------- |
| Médaille d'or      | États-Unis  | Darvis Patton Wallace Spearmon Tyson Gay LeRoy Dixon                 | 37 s 78 (WL)  |
| Médaille d'argent  | Jamaïque    | Marvin Anderson Usain Bolt Nesta Carter Asafa Powell                 | 37 s 89 (RN)  |
| Médaille de bronze | Royaume-Uni | Christian Malcolm Craig Pickering Marlon Devonish Mark Lewis-Francis | 37 s 90 (SB)  |
| 4                  | Brésil      | Vicente de Lima Rafael Ribeiro Basílio de Morães Sandro Viana        | 37 s 99 (SB)  |
| 5                  | Japon       | Naoki Tsukahara Shingo Suetsugu Shinji Takahira Nobuharu Asahara     | 38 s 03 (RAs) |
| 6                  | Allemagne   | Ronny Ostwald Tobias Unger Alexander Kosenkow Julian Reus            | 38 s 62       |
|                    | Pologne     | Michał Bielczyk Lukasz Chyla Marcin Jedrusinski Dariusz Kuc          | DNF           |
|                    | Nigeria     | Obinna Metu Uche Isaac Chinedu Oriala Olusoji Fasuba                 | DNF           |

### Demi-finales (31 août)
Les trois premiers de chaque demi-finale et les deux meilleurs temps se sont qualifiés pour la finale
| Rang | Pays           | Athlète                                                              | Temps          |
| ---- | -------------- | -------------------------------------------------------------------- | -------------- |
| 1    | Brésil         | Vicente de Lima Rafael Ribeiro Basílio de Morães Sandro Viana        | 38 s 27 Q (WL) |
| 2    | Royaume-Uni    | Christian Malcolm Craig Pickering Marlon Devonish Mark Lewis-Francis | 38 s 33 Q      |
| 3    | Pologne        | Michał Bielczyk Lukasz Chyla Marcin Jedrusinski Dariusz Kuc          | 38 s 70 Q      |
| 4    | Italie         | Rosario La Mastra Simone Collio Maurizio Checcucci Jacques Riparelli | 38 s 81        |
| 5    | Afrique du Sud | Christiaan Krone Leigh Julius Snyman Prinsloo Sherwin Vries          | 39 s 05 (SB)   |
| 6    | Russie         | Aleksandr Volkov Mikhail Yegorychev Roman Smirnov Ivan Teplykh       | 39 s 08 (SB)   |
| 7    | Canada         | Richard Adu-Bobie Anson Henry Jared Connaughton Neville Wright       | 39 s 43        |

| Rang | Pays       | Athlète                                                          | Temps           |
| ---- | ---------- | ---------------------------------------------------------------- | --------------- |
| 1    | Jamaïque   | Dwight Thomas Steve Mullings Nesta Carter Asafa Powell           | 38 s 02 Q (WL)  |
| 2    | États-Unis | Rodney Martin Wallace Spearmon Darvis Patton LeRoy Dixon         | 38 s 10 Q (SB)  |
| 3    | Japon      | Naoki Tsukahara Shingo Suetsugu Shinji Takahira Nobuharu Asahara | 38 s 21 Q (RAs) |
| 4    | Nigeria    | Obinna Metu Uche Isaac Chinedu Oriala Olusoji Fasuba             | 38 s 43 q (SB)  |
| 5    | Allemagne  | Ronny Ostwald Tobias Unger Alexander Kosenkow Julian Reus        | 38 s 56 q (SB)  |
| 6    | Australie  | Matthew Shirvington Adam Miller Tim Williams Aaron Rouge-Serret  | 38 s 73 (SB)    |